# Pétroglyphes de Checta
Les pétroglyphes de Checta se trouvent dans la vallée du río Chillón, au kilomètre 60 de la route Lima-Canta, à 1 000 m d'altitude.
Ce site archéologique est situé à quelques kilomètres du village de Santa Rosa de Quives, dans la province de Canta, l'une des 9 provinces du département de Lima au centre du Pérou.
Les pétroglyphes précolombiens ont été gravés sur environ 450 blocs d'origine volcanique irrégulièrement répartis sur une superficie de 200 × 50 m dans sa plus grande largeur, soit environ 8 000 m2.